# Gonophora blandula
Gonophora blandula es una especie de insecto coleóptero de la familia Chrysomelidae. Fue descrita en 1976 por Würmli.